# Levels-of-processing-Ansatz
Der levels-of-processing-Ansatz ist ein von Fergus Craik und Robert S. Lockhart im Jahre 1972 beschriebenes Modell aus der Allgemeinen Psychologie.
Im Gegensatz zum Mehrspeichermodell, das von einem Kurz- und Langzeitgedächtnis ausgeht, postulieren Craik und Lockhart, dass bei der Verarbeitung neuer Informationen (Items) – und damit auch beim späteren Erinnern – die Art und das Ausmaß ihrer Elaboration (Verarbeitung) ausschlaggebend sind. Demnach gebe es für eine Information eine bestimmte erreichte Verarbeitungstiefe. 
Craik und Lockhart gehen von mehreren Verarbeitungsebenen aus:
- physikalisch (z. B. Schriftbild)
- akustisch (z. B. Klang)
- semantisch (z. B. Wortbedeutung)
- selbstbezogen(eigenes Selbstkonzept)

Die Behaltensleistung entspricht der Stufe der Verarbeitungsebene, so werden semantisch verarbeitete Informationen besser behalten (tiefe Verarbeitung) als nur graphisch wahrgenommene (flache Verarbeitung). 

## Kritik
Wenngleich die Verarbeitungstiefe dem alltäglichen Erinnern meist förderlich ist, gab es theoretische und empirische Kritik an dem Ansatz. Theoretisch wurde eingewendet, dass das Konzept der Verarbeitungstiefe zirkulär sei, um Gedächtnisleistung zu erklären, wenn es keine klaren unabhängigen Kriterien gibt, woran sich die Tiefe der Verarbeitung festmacht. Empirisch konnte gezeigt werden, dass flachere Verarbeitung genau dann vorteilhaft sein kann, wenn der Test auf die Form der Verarbeitung Bezug nimmt, mit der das Material gelernt wurde. Daraufhin wurde der Ansatz der transferangemessenen Verarbeitung sowie dessen Weiterentwicklung zum Prinzip der Enkodierspezifität begründet.